# Caconde (kommun)
Caconde är en kommun i Brasilien.   Den ligger i delstaten São Paulo, i den sydöstra delen av landet, 700 km söder om huvudstaden Brasília. Antalet invånare är 18 536.
Följande samhällen finns i Caconde:
- Caconde

Omgivningarna runt Caconde är huvudsakligen savann. Runt Caconde är det ganska glesbefolkat, med 30 invånare per kvadratkilometer.